# Fastre I de Oisy
Fastre I de Oisy ou também Fastred de Oisy (Oisy, Namur, Bélgica, 1040 - Oisy, Namur, Bélgica, 8 de junho de 1092) 
foi um nobre medieval Belga, foi Senhor de Oisy, e de Avesnes governador e Doornick, actual cidade de Tournai

## Relações familiares
Foi filho de Hugo I de Oisy (c. 1015 -?) e de Ade de Mons também denominada como Adelaide de Cambrai (1020 -?).
Casou cerca de 1055 com Ade de Doornick (entre 1040 e 1050 - c. 1076), sendo este o 2º casamento de Ade, que foi senhora de Avesnes filha de Evrard I de Mortagne, de quem teve: 
1. Sara de Oisy casada com Gossuin,
2. Fastre II de Oisy (1070 - 8 de junho de 1092) casado com Riquilda.
3. Evrard de Oisy, bispo da antiga cidade de Doornick actual cidade de Tournai,

O primeiro casamento de Ade de Doornick foi com Gauthier I de Avesnes (c. 1100 - 1147), de quem teve:
1. Nicolas de Avesnes (1129 - 1171) casado com Matilde de La Roche,
2. Ida de Avesnes, casada com Enguerrand de Saint-Pôl,
3. Fastre de Flamengeri que foi Bispo de Flamengerie,
4. Radulf.